# Louisa Anne Meredith
Pour les articles homonymes, voir Meredith.
Louisa Ann Meredith (20 juillet 1812 - 21 octobre 1895), aussi connue sous le nom de Louisa Ann Twamley, est une illustratrice et auteure anglo-australienne.

## Biographie
Louisa Anne Twamley est née à Birmingham, en Angleterre, fille de Thomas Twamley et Louisa Ann née Meredith. Elle a été élevée principalement par sa mère, et en 1835, a publié un volume, Poems, qui a été reçu favorablement par les critiques. L'ouvrage est suivi par The Romance of Nature (1836, troisième édition en 1839), principalement écrit en vers. Un autre volume est publié en 1839 sous-titré An autumn ramble on the Wye, récit d'une excursion sur la Rivière Wye de Chepstow à sa source à Plynlimon.
Le 18 avril 1839, elle épouse son cousin, Charles Meredith à l'Église d'Old Edgbaston, Birmingham. Charles, qui est un immigrant originaire de la Terre de Van Diemen (aujourd'hui la Tasmanie) est arrivé en Angleterre en 1829 avec son père, George et sa famille. Ils sont des pionniers du pâturage, de la chasse et d'autres activités autour de Swansea sur la Côte est de Tasmanie.
Meredith et son mari embarque pour la Nouvelle-Galles du Sud en juin 1839, et arrivent à Sydney le 27 septembre 1839. Après un voyage à l'intérieur jusqu'à Bathurst, elle retourne vivre sur la côte, à Homebush pendant environ un an. Au moment de son retour de Nouvelle-Galles du Sud, une grave dépression économique provoquée par les excès spéculatifs sur la terre a détruit la valeur de la propriété de Charles, et vers la fin de 1840, ils partent pour la Tasmanie. Un intéressant récit de ses onze premières années en Australie est publié sous forme de deux ouvrages, Notes and Sketches of New South Wales (1844), réédité au moins deux fois, et My Home in Tasmania (1852), qui fut bientôt édité aux États-Unis sous le titre Nine Years in Australia.
Pendant une partie de sa vie, Louisa Meredith vit sur des propriétés autour de Swansea. En 1860, elle publie Some of My Bush Friends in Tasmania, qui contient des plaques imprimées élaborées en couleur par chromolithographie, une nouveauté de l'époque. Les illustrations sont dessinées par elle-même, et de simples descriptions des caractéristiques des fleurs indigènes sont données. En 1861, le récit d'une visite de ses visites à Victoria en 1856, Over the Straits, est publiée, et, en 1880, Tasmanian Friends and Foes, Feathered, Furred and Finned. L'année suivante, elle est élue à la Royal Society of Tasmania.
Meredith est aussi l'auteure de deux romans, Phoebe's Mother (1869), qui parait dans l'hebdomadaire de Melbourne The Australasian en 1866, sous le titre de Ebba, et Nellie, or Seeking Goodly Pearls (1882).
Meredith a un grand intérêt pour la politique, son mari Charles étant membre du Conseil législatif tasmanien du milieu des années 1850 jusqu'à sa mort en 1881. Elle est l'une des premières membres de la Société pour la prévention de la cruauté envers les animaux et influence la législation de son mari en faveur de la préservation de la faune indigène et des paysages,.
Meredith a souvent écrit des articles non signés pour la presse en Tasmanie. Dans sa jeunesse, elle avait déjà écrit des articles en appui au chartisme. Lors de sa visite à Sydney en 1882, Sir Henry Parkes lui dit avoir lu et apprécié ces articles. Après la mort de son mari, elle obtient une pension de £100 par an par le gouvernement de la Tasmanie pour « service rendus à la littérature et à l'art ». Ses volumes sur la Nouvelle-Galles du Sud, la Tasmanie, et Victoria dans les années 1840 et 1850, ont un for intérêt historique.
En 1891, Meredith se rend à Londres pour superviser la publication de la Last Series, Bush Friends in Tasmania. Publié au début d'un grave krach financier dans les colonies australiennes, ce projet et l'effondrement de la banque, la ruine financièrement. Dans ses dernières années, elle souffre de sciatique chronique et est aveugle d'un œil. Elle meurt à Collingwood, dans l'Etat de Victoria le 21 octobre 1895.

## Hommages
- Une exposition de ses illustrations sera organisée en janvier et février 2019 au Musée Jane Franklin de la Lenah Valley en Tasmanie[4].